# Sadoganus
Sadoganus là một chi bọ cánh cứng trong họ 
Elateridae.
Chi này được miêu tả khoa học năm 1956 bởi Ôhira.

## Các loài
Chi này có các loài:
- Sadoganus babai Ôhira, 1956